# Good Vibrations: Thirty Years of The Beach Boys
Good Vibrations: Thirty Years of The Beach Boys  è un cofanetto antologico in 5 CD del gruppo musicale statunitense The Beach Boys pubblicato nel 1993 dalla Capitol Records.
All'epoca della sua pubblicazione, il box set venne considerato particolarmente notevole poiché include, oltre a diverse rarità e versione alternative di brani celebri del gruppo, anche circa 30 minuti di materiale proveniente dalle sessioni del 1966/1967 per il leggendario "album perduto" Smile, che in precedenza non era mai stato pubblicato ufficialmente, anche se circolava su bootleg già da diversi anni.

## Tracce
Tutti i brani sono opera di Brian Wilson & Mike Love, eccetto dove indicato. Tracce contrassegnate da "*" erano precedentemente inedite. Tracce contrassegnate da "+" sono tratte dalle sessioni originali del 1966–67 per Smile.

### Disco 1
1. Surfin' USA* (demo version) (Brian Wilson/Chuck Berry) – 1:49
2. Little Surfer Girl* (Brian Wilson) – 0:31
3. Surfin' (rehearsal) – 1:31
4. Surfin' – 2:28
5. Their Hearts Were Full of Spring (demo)* (Troup) – 2:35
  - Alla fine della traccia si sente Murry Wilson mentre parla al produttore della Capitol Records Nik Venet
6. Surfin' Safari – 2:16
7. 409 (Brian Wilson/Mike Love/Gary Usher) – 2:09
8. Punchline (Instrumental)* (Brian Wilson) – 1:52
9. Surfin' USA (Brian Wilson/Chuck Berry) – 2:29
10. Shut Down (Brian Wilson/Roger Christian) – 1:51
11. Surfer Girl (Brian Wilson) – 2:26
12. Little Deuce Coupe (Brian Wilson/Roger Christian) – 1:48
13. In My Room (Brian Wilson/Gary Usher) – 2:15
14. Catch a Wave – 2:18
15. The Surfer Moon (Brian Wilson) – 2:18
16. Be True to Your School (Brian Wilson) – 2:07
17. Spirit of America (Brian Wilson/Roger Christian) – 2:20
18. Little Saint Nick [Single Version] (Brian Wilson) – 1:59
19. The Things We Did Last Summer* (J. Styne/S. Cahn) – 2:27
20. Fun, Fun, Fun – 2:19
21. Don't Worry Baby (Brian Wilson/Roger Christian) – 2:49
22. Why Do Fools Fall In Love (Frankie Lymon/Morris Levy) – 2:08
23. The Warmth of the Sun – 2:50
24. I Get Around – 2:13
25. All Summer Long – 2:07
26. Little Honda – 1:51
27. Wendy – 2:20
28. Don't Back Down – 1:53
29. Do You Wanna Dance (Bobby Freeman) – 2:17
30. When I Grow Up (To Be a Man) – 2:01
31. Dance, Dance, Dance (Brian Wilson/Carl Wilson/Mike Love) – 1:59
32. Please Let Me Wonder – 2:45
33. She Knows Me Too Well – 2:28
34. "Radio Station Jingles/Concert Promo"* (Unknown) – 1:03
35. Hushabye (live)* (D. Pomus/M. Shuman) – 3:56

### Disco 2
1. California Girls – 2:37
2. Help Me, Rhonda – 2:47
3. Then I Kissed Her (J. Barry, E. Greenwich, Phil Spector) – 2:15
4. And Your Dream Comes True – 1:06
5. The Little Girl I Once Knew (Brian Wilson) – 2:37
6. Barbara Ann (single version) (Fred Fassert) – 2:04
7. Ruby Baby* (Jerry Leiber/Mike Stoller) – 2:10
8. "KOMA (Radio Promo Spot)"* – 0:10
9. Sloop John B (Trad. Arr. Brian Wilson) – 2:57
10. Wouldn't It Be Nice (Brian Wilson/Tony Asher) – 2:23
11. You Still Believe in Me (Brian Wilson/Tony Asher) – 2:30
12. God Only Knows (Brian Wilson/Tony Asher) – 2:49
13. Hang On to Your Ego (Brian Wilson/Terry Sachen) – 3:13
14. I Just Wasn't Made for These Times (Brian Wilson/Tony Asher) – 3:12
15. Pet Sounds (Brian Wilson) – 2:22
16. Caroline, No (Brian Wilson/Tony Asher) – 2:52
17. Good Vibrations – 3:38 
  - Le seguenti undici tracce provengono – con l'eccezione di Cabinessence – dalle sessioni per lo Smile originale.
18. Our Prayer*+ (Brian Wilson) – 1:07
19. Heroes and Villains (Alternate Version)+ (Brian Wilson/Van Dyke Parks) – 2:56
20. Heroes and Villains (Sections)*+ (Brian Wilson/Van Dyke Parks) – 6:40
21. Wonderful*+ (Brian Wilson/Van Dyke Parks) – 2:02
22. Cabinessence+ (Brian Wilson/Van Dyke Parks) – 3:33
23. Wind Chimes*+ (Brian Wilson/Van Dyke Parks) – 2:32
24. Heroes and Villains (Intro)*+ (Parks, Wilson) - 0:35
25. Do You Like Worms?*+ (Brian Wilson/Van Dyke Parks) – 4:00
26. Vegetables*+ (Brian Wilson/Van Dyke Parks) – 3:29
27. I Love to Say Da Da*+ (Brian Wilson) – 1:34
28. Surf's Up*+ (Brian Wilson/Van Dyke Parks) – 3:38
29. With Me Tonight (Brian Wilson) – 2:17

### Disco 3
1. Heroes and Villains (Brian Wilson/Van Dyke Parks) – 3:38
2. Darlin' – 2:12
3. Wild Honey – 2:37
4. Let the Wind Blow – 2:21
5. Can't Wait Too Long* (Brian Wilson) – 3:51
6. Cool, Cool Water* (Brian Wilson) – 1:12
7. Meant for You – 0:40
8. Friends (Brian Wilson/Carl Wilson/Dennis Wilson/Al Jardine) – 2:31
9. Little Bird (Dennis Wilson/Stephen Kalinich) – 1:58
10. Busy Doin' Nothin' (Brian Wilson) – 3:04
11. Do It Again – 2:28
12. I Can Hear Music (J. Barry/E. Greenwich/Phil Spector) – 2:38
13. I Went to Sleep (Brian Wilson/Carl Wilson) – 1:38
14. Time to Get Alone (Brian Wilson) – 2:43
15. Break Away (Brian Wilson/Reggie Dunbar) – 2:56
  - "Reggie Dunbar" è uno pseudonimo per Murry Wilson
16. Cotton Fields (The Cotton Song) (45 Version) (Huddie Ledbetter) – 3:03
17. San Miguel (Dennis Wilson/Gregg Jakobson) – 2:26
18. Games Two Can Play* (Brian Wilson) – 2:01
19. I Just Got My Pay* (Brian Wilson) – 2:20
20. This Whole World (Brian Wilson) – 1:57
21. Add Some Music to Your Day (Brian Wilson/Mike Love/Joe Knott) – 3:33
22. Forever (Dennis Wilson/Gregg Jakobson) – 2:41
23. Our Sweet Love (Brian Wilson/Carl Wilson/Al Jardine) – 2:38
24. H.E.L.P. Is on the Way* (Brian Wilson) – 2:30
25. 4th of July* (Dennis Wilson/Jack Rieley) – 2:44
26. Long Promised Road (Carl Wilson/Jack Rieley) – 3:27
27. Disney Girls (1957) (Bruce Johnston) – 4:08
28. Surf's Up (Brian Wilson/Van Dyke Parks) – 4:13
29. 'Til I Die (Brian Wilson) – 2:30

### Disco 4
1. Sail On, Sailor (Brian Wilson/Van Dyke Parks/Tandyn Almer/Ray Kennedy/Jack Rieley) – 3:19
2. California (Al Jardine) – 3:20
3. The Trader (Carl Wilson/Jack Rieley) – 5:04
4. Funky Pretty (Brian Wilson/Mike Love/Jack Rieley) – 4:10
5. Fairy Tale Music* (Brian Wilson) – 4:05
6. You Need a Mess of Help to Stand Alone (Brian Wilson/Jack Rieley) – 3:26
7. Marcella (Brian Wilson/Jack Rieley) – 3:52
8. All This Is That (Carl Wilson/Mike Love/Al Jardine) – 3:59
9. Rock and Roll Music (Chuck Berry) – 2:28
10. It's O.K. – 2:11
11. Had to Phone Ya (Brian Wilson/Mike Love/Diane Rovell) – 1:44
12. That Same Song – 2:15
13. It's Over Now* (Brian Wilson) – 2:50
14. Still I Dream of It* (Brian Wilson) – 3:26
15. Let Us Go On This Way – 1:59
16. The Night Was So Young (Brian Wilson) – 2:15
17. I'll Bet He's Nice (Brian Wilson) – 2:35
18. Airplane (Brian Wilson) – 3:04
19. Come Go with Me (C.E. Quick) – 2:03
20. Our Team* (Brian Wilson/Dennis Wilson/Carl Wilson/Mike Love/Al Jardine) – 2:33
21. Baby Blue (Dennis Wilson/Gregg Jakobson/Karen Lamm) – 3:18
22. Good Timin' (Brian Wilson/Carl Wilson) – 2:11
23. Goin' On – 3:03
24. Getcha Back (Mike Love/Terry Melcher) – 3:02
25. Kokomo (Mike Love/Scott McKenzie/John Phillips/Terry Melcher) – 3:37

### Disco 5 "Sessions"
Tutte tracce precedentemente inedite eccetto parte delle sessioni di Good Vibrations.
1. In My Room (Demo) (Brian Wilson/Gary Usher) – 2:33
2. "Radio Spot #1" – 0:09
3. I Get Around (Track Only) – 2:19
4. "Radio Spot #2" – 0:15
5. Dance, Dance, Dance (Tracking Session) (Brian Wilson/Carl Wilson/Mike Love) – 2:12
6. Hang On to Your Ego (Sessions) (Brian Wilson/Tony Asher) – 6:40
7. God Only Knows (Tracking Session) (Brian Wilson/Tony Asher) – 9:14
8. Good Vibrations (Sessions) – 15:18
9. Heroes and Villains (Track Only) (Brian Wilson/Van Dyke Parks) – 0:47
10. Cabinessence (Track Only) (Brian Wilson/Van Dyke Parks) – 3:59
11. Surf's Up (Track Only) (Brian Wilson/Van Dyke Parks) – 1:40
12. "Radio Spot #3" – 0:06
13. All Summer Long (Vocals) – 2:12
14. Wendy (Vocals) – 2:27
15. Hushabye (Vocals) (D. Pomus/M. Shuman) – 2:42
16. When I Grow Up (Vocals) – 2:19
17. Wouldn't It Be Nice (Vocals) (Brian Wilson/Tony Asher) – 2:43
18. California Girls (Vocals only) – 2:34
19. "Radio Spot #4" – 0:11
20. Concert Intro/Surfin' USA (Live 1964) – 3:15
21. Surfer Girl (Live 1964) (Brian Wilson) – 2:52
22. Be True to Your School (Live 1964) – 2:29
23. Good Vibrations (Live 1966) – 5:14
24. Surfer Girl (Live in Hawaii Rehearsals 1967) (Brian Wilson) – 2:18